# Universidad Nacional Santiago Antúnez de Mayolo
La Universidad Nacional de Áncash Santiago Antúnez de Mayolo (acrónimo UNASAM) es una universidad pública ubicada en la ciudad de Huaraz, región Áncash, Perú. Fue nombrada en honor del físico, ingeniero y matemático peruano Santiago Antúnez de Mayolo, oriundo del departamento de Ancash.

## Historia
En 1899, el senador por Áncash José Santos Morán, en su cámara presenta el primer proyecto de creación de una universidad en Áncash. Desde los años sesenta del siglo XX, se intensificaron las gestiones para la creación de una universidad en Áncash. Ante el clamor del pueblo ancashino reunido en Huaraz, el 14 de junio de 1976, el General Francisco Morales Bermúdez Cerruti, entonces Presidente de la República, prometió la fundación de la Universidad de Áncash. En efecto, el 24 de mayo de 1977 se promulgó el Decreto Ley N.º 21856 que crea la Universidad Nacional de Ancash Santiago Antúnez de Mayolo. Un año después, en cumplimiento del Decreto Ley, un 10 de junio de 1977, se nombró la Comisión Organizadora, presidida por el Dr. César Carranza Saravia. Las actividades académicas se iniciaron el 22 de agosto de 1978 con 150 estudiantes.

## Primeras facultades
Durante los 3 primeros años contó con 5 programas académicos: Ingeniería de Minas, Ingeniería Agrícola, Ingeniería Civil, Ingeniería de Industrias Alimentarias e Ingeniería del Medio Ambiente[cita requerida].
A la luz de la Ley Universitaria 27733 de 1983, se aprueba el Estatuto de la UNASAM, en agosto de 1984, con la creación de las siguientes Facultades: 
- Facultad de Ingeniería de Minas, Geología y Metalurgia.
- Facultad de Ciencias Agrícolas.
- Facultad de Ingeniería Civil.
- Facultad de Ingeniería de Industrias Alimentarias.
- Facultad de Ingeniería del Ambiente.

## Establecimiento de nuevas facultades y sus escuelas académico- profesionales
Facultad de Derecho y Ciencias Políticas
El 1 de setiembre de 1986 mediante Resolución Rectoral N.º 438 - 86 - UNASAM se aprobó la creación de la Facultad de Letras para el funcionamiento de un Programa Académico de Derecho, decisión que fue aplaudida por el pueblo ancashino, principalmente por parte de la juventud de esta parte del país que ansiosa deseaba seguir estudios de leyes.[cita requerida]
Escuela de Derecho
El 11 de diciembre de 1987, se emitió la Resolución Rectoral N.º 572 - 87 - UNASAM, la cual autoriza el funcionamiento de la Facultad de Letras con la Escuela de Formación Profesional de Derecho.[cita requerida]
Facultad de Ciencias Económicas y Contabilidad
El 10 de mayo de 1991 con Resolución Rectoral N.º 334-91-UNASAM, se creó dentro de la Facultad de Ciencias Económicas y Administrativas tres escuelas: Economía, Contabilidad y Administración. Fue el 1 de julio de 2005 con Resolución N.º 449-2005-UNASAM, que se decide desconcentrarla, creándose las nuevas facultades de economía y contabilidad; y de Administración y Turismo.[cita requerida]
La Facultad de Ciencias Agrarias
El 20 de octubre de 1978 de acuerdo a la Resolución N.º 6871 - CONUP, se creó el Programa Académico de Ingeniería Agrícola, posterior a ello, fue llamada la Facultad de Ciencias Agrícolas y actualmente denominada Facultad de Ciencias Agrarias e integrada por las Escuelas Académico Profesionales de Ingeniería Agrícola y Agronomía.[cita requerida]
Escuela de Agronomía
crea la Escuela de Agronomía el 30 de mayo de 1991.
Facultad de Ciencias Médicas
El 22 de mayo de 1991 se autoriza el funcionamiento de la Escuela de Enfermería de la Facultad de Ciencias Médicas.
El 29 de mayo de 1993 se crea la Facultad de Educación.
Ese mismo año se aprueba la creación de las Escuelas de Formación Profesional de Periodismo en la Facultad de Educación y Obstetricia en la Facultad de Ciencias Médicas.[cita requerida]
En enero de 1994 se creó la Escuela de Formación Profesional de Ingeniería Sanitaria perteneciente a la Facultad de ciencias del Ambiente.
En 1994 año se crea la Escuela de Turismo, adscrita a la Facultad de Educación.[cita requerida]
El 26 de agosto de 1994 se designan a los miembros de la comisión del gobierno de la Facultad de Ciencias.
El 23 de enero de 1995 se autoriza el funcionamiento de cuatro escuelas de Formación Profesional en la ciudad de Barranca: Agronomía, Contabilidad, Enfermería e Industrias Alimentarias.[cita requerida]
El 7 de noviembre de 1994 se autoriza el funcionamiento de la Escuela de Ingeniería Sanitaria de la Facultad de la Facultad de Ciencias del Ambiente y la Escuela de Obstetricia perteneciente a la Facultad de Ciencias Médicas.[cita requerida]

## Sedes e infraestructura

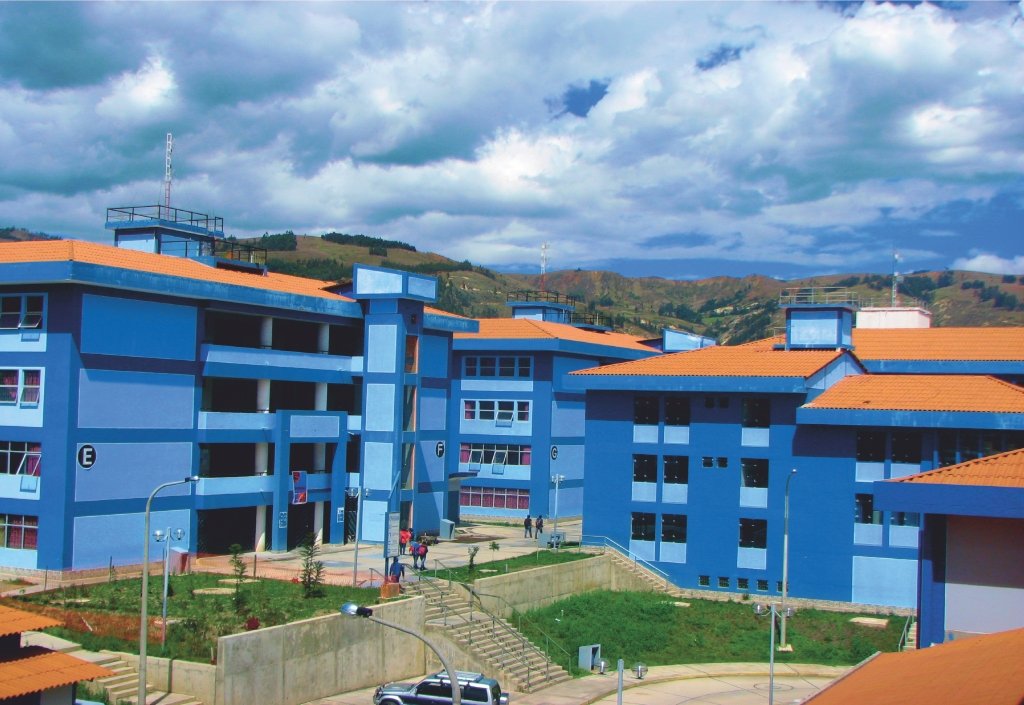
Vista panorámica del campus de la UNASAM.

El Campus Universitario se encuentra localizado en la Barrio de Shancayán, Distrito de Independencia, Provincia de Huaraz, Departamento de Ancash. Este campus tiene un área de 53 000 m²[cita requerida].
En este campus se encuentran las siguientes facultades:
a) Facultad de Ingeniería Civil
b) Facultad de Ingeniería de Minas, Geología y Metalurgia
c) Facultad de Ciencias del Ambiente
d) Facultad de Economía y Contabilidad
e) Facultad de Educación

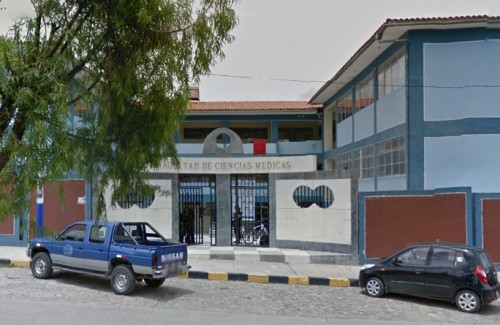
Facultad de Ciencias Médicas.

También se encuentran los laboratorios de hidráulica, mecánica de suelos, mecánica de materiales, estructuras y otros.
La Facultad de Ciencias Médicas se encuentra ubicada en el barrio de Belén, en el distrito de Huaraz.

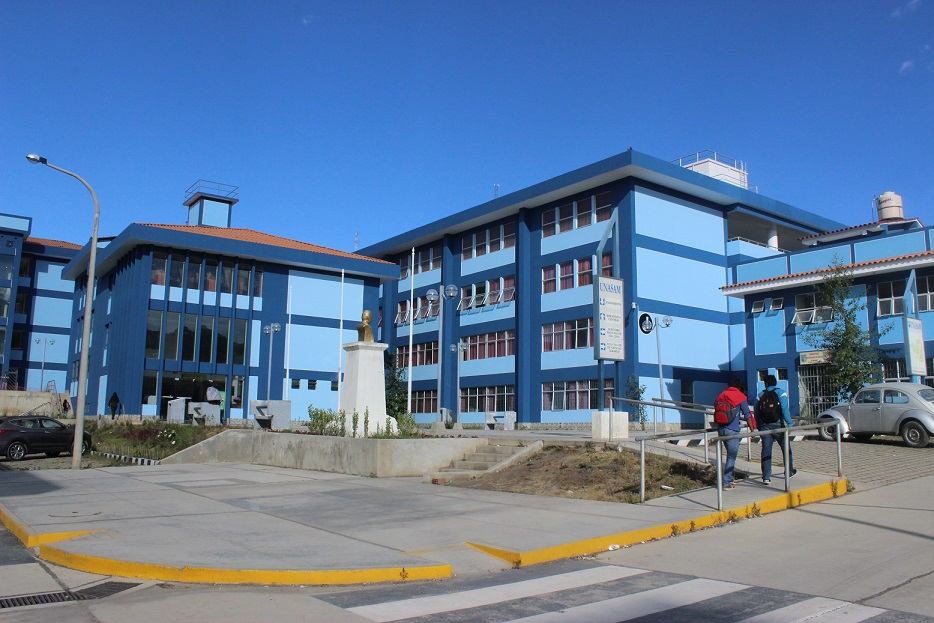
Campus UNASAM.

## Facultades

### Estudios de pregrado
| Estudios de bachiller                                         | Estudios de bachiller |
| ------------------------------------------------------------- | --- |
| Facultad de Ciencias Agrarias                                 | - Ingeniería Agrícola - Agronomía |
| Facultad de Ingeniería de Minas, Geología y Metalurgia        | - Ingeniería de Minas |
| Facultad de Ingeniería Civil                                  | - Ingeniería Civil - Arquitectura |
| Facultad de Ingeniería de Industrias Alimentarias             | - Ingeniería de Industrias Alimentarías - Ingeniería Industrial |
| Facultad de Ciencias del Ambiente                             | - Ingeniería Ambiental - Ingeniería Sanitaria |
| Facultad de Economía y Contabilidad                           | - Economía - Contabilidad |
| Facultad de Administración y Turismo                          | - Administración - Turismo |
| Facultad de Ciencias Médicas                                  | - Enfermería - Obstetricia |
| Facultad de Medicina (en creación)                            | - Medicina Humana (en creación) |
| Facultad de Ciencias sociales, Educación y de la Comunicación | - Comunicación Lingüística y Literatura - Lengua Extranjera: Inglés - Primaria y Educación Bilingüe Intercultural - Matemática e Informática - Ciencias de la Comunicación - Arqueología |
| Facultad de Ciencias                                          | - Matemática - Estadística e Informática - Ingeniería de Sistemas e Informática |
| Facultad de Derecho y Ciencias Políticas                      | - Derecho |

## Escuela de Postgrado
Con el fin de innovar, se crea la Escuela de Postgrado gracias a la Resolución Rectoral N.º 705-97-UNASAM, del 29 de noviembre de 1997 y Resolución Asamblea Nacional de Rectores N.º 054-99 del 14 de enero de 1997 con Fernando Castillo Picón como su primer director.

### Estudios de postgrado
| Estudios de Maestría | Estudios de Maestría |
| --- | --- |
| Maestría en Administración | - Administración de Negocios, MBA - Gestión Pública |
| Maestría en Ciencias e Ingeniería | - Agroindustria - Dirección de la Construcción - Gestión de Riesgos y Cambio Climático - Ingeniería de Recursos Hídricos - Ingeniería Estructural - Gestión de Operaciones - Tecnología de la Información y sistemas Informáticos - Auditoría y Seguridad Informática - Desarrollo Agrario y Sostenible |
| Maestrías en Educación | - Docencia en Educación Superior - Educación Intercultural Bilingüe, EIB - Planificación y Gestión Educativa - Comunicación y Literatura |
| Maestrías en Ciencias Económicas | - Auditoría y Control de Gestión - Finanzas - Tributación Fiscal y Empresarial |
| Maestrías en Comunicación y Desarrollo | - Comunicación Organizacional y Desarrollo Social |
| Maestrías en Derecho | - Ciencias Penales - Derecho Civil y Comercial - Derecho Procesal y Administración de Justicia |
| Maestrías en Gestión y Gerencia en los Servicios de Salud | - Gestión y Gerencia en los Servicios de Salud |
| Maestrías en Gerencia de Proyectos y Programas Sociales | - Gerencia de Proyectos y Programas Sociales |
| Maestrías en Matemática | - Matemática |
| Estudios de Doctorados | |
| - Doctorado en Ciencia e Ingeniería de la Computación - Doctorado en Ciencias de la Salud - Doctorado en Contabilidad - Doctorado en Derecho y Ciencias Políticas - Doctorado en Economía - Doctorado en Educación - Doctorado en Administración - Doctorado en Enfermería - Doctorado en Ingeniería Ambiental - Doctorado en Obstetricia | |

## Rectores
Por períodos cumplidos o interrumpidos, han dirigido en esta Universidad Nacional ancashina:
- Dr. César Carranza Saravia —presidente de la Comisión de Gobierno (1978-1982)—
- Dr. Víctor Camacho Camacho —presidente encargado de la Comisión de Gobierno (1983-1984)—
- Mag. Jaime Minaya Castromonte —rector (1984-1987)—
- Dr. Hernán Amat Olazábal —rector encargado (1988-1989)—
- Dr. Carlos López González —rector (1990-1991)—
- Ing. José Narváez Soto —rector (1991-1999)—
- Dr. Amancio Chávez Reyes —rector (1999-2001)—
- Mag. Enrique Huerta Berríos —rector (2001-2002)—
- Comisión de Orden y Gestión, La Comisión de Reorganización (2003-2006)
- Dr. Fernando Castillo Picón —rector (2007-2012)—
- Dr. Dante Sánchez Rodríguez (2012-2012)
- Dr. Guillermo Gomero Camones —rector encargado (2013-2015)—
- Dr.  Julio G. Poterico Huamayalli (2015-2021)
- Dr. Carlos Reyes —rector actual—

## Asociación Deportiva UNASAM
La universidad tiene un club de fútbol llamado UNASAM que participa en la Copa Perú[cita requerida].

## Asociación Deportiva Universitaria Santiago Antúnez de Mayolo - ADUSAM
La universidad tiene una asociación deportiva integrado por un representante de cada facultad que se encarga de organizar las Olimpiadas Universitarias cada año en el aniversario de la universidad, la competencia es en disciplinas colectivas e individuales.
Presidente de la ADUSAM: Amner Avelino Modesto Chávez (2012)

## Santiago Antúnez de Mayolo
El nombre de la universidad recuerda al ingeniero, físico y matemático ancashino Santiago Antúnez de Mayolo, que por la relevancia de sus trabajos científicos fue candidato al Premio Nobel de Física en 1943.

## Investigación
- Centro de Investigación y Experimentación de Tingua
- Centro de Investigación y Experimentación de Cañasbamba
- Centro de Investigación y Experimentación de Tuyu Ruri
- Centro de Investigación y Experimentación de Allpa Rumi
- Centro de Investigación y Experimentación de Pariacoto

## Rankings académicos
En los últimos años se ha generalizado el uso de rankings universitarios internacionales para evaluar el desempeño de las universidades a nivel nacional y mundial; siendo estos rankings clasificaciones académicas que ubican a las instituciones de acuerdo a una metodología científica de tipo bibliométrica que incluye criterios objetivos medibles y reproducibles, tomando en cuenta por ejemplo: la reputación académica, la reputación de empleabilidad para los egresantes, la citas de investigación a sus repositorios y su impacto en la web. Del total de 92 universidades licenciadas en el Perú, la Universidad Nacional Santiago Antúnez de Mayolo se ha ubicado regularmente dentro del tercio medio a nivel nacional en determinados rankings universitarios internacionales.